# Reprezentacja Chorwacji na Mistrzostwach Europy w Piłce Nożnej 2012

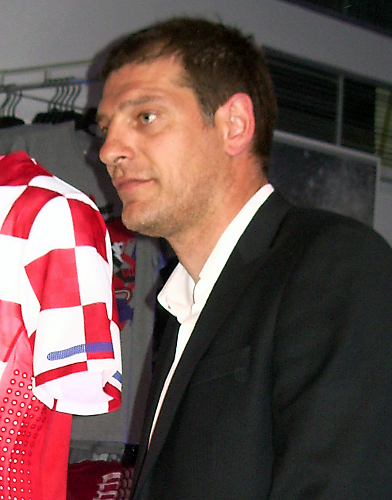
Slaven Bilić – selekcjoner reprezentacji Chorwacji

Występ w 2012 na mistrzostwach Europy w piłce nożnej był czwartym w historii (poprzednio brali udział w 1996, 2004 i 2008) występem reprezentacji Chorwacji w tych rozgrywkach.
Do mistrzostw Europy w Polsce i na Ukrainie reprezentacja Chorwacji zakwalifikowała się po barażach pokonując reprezentację Turcji 3:0 w dwumeczu. W wyniku losowania trafiła do grupy C z Hiszpanią, Irlandią i Włochami. Grupa ta rozgrywała mecze na stadionach w Gdańsku i Poznaniu. Chorwaci wygrali z Irlandczykami, zremisowali z Włochami i przegrali z Hiszpanami. 4 punkty nie wystarczyły do awansu do ćwierćfinału.

## Eliminacje i przygotowania

### Eliminacje
3 września Reprezentacja Chorwacji zaczęła mistrzostwa od zwycięstwa 3:0 w Rydze z reprezentacją Łotwy. Bramki w tym meczu zdobywali: Mladen Petrić w 43 minucie, Ivica Olić w 51 oraz Darijo Srna w 82. W pozostałych meczach kolejki Izrael pokonał 3:1 Maltę a Mecz Grecji z Gruzją zakończył się remisem 1:1. W tej sytuacji Chorwacji zostali liderem tabeli po pierwszej kolejce.
7 września Chorwacja w Zagrzebiu zremisowała z Grecją 0:0. W pozostałych meczach kolejki Gruzja bezbramkowo zremisowała z Izraelem natomiast Łotwa na wyjeździe pokonała Maltę 2:0. W tej sytuacji Chorwacja nadal była liderem tabeli.
8/9 października odbyła się trzecia kolejka spotkań. Chorwacja 9 października pokonała w Ramat Ganie Izrael 2:1. Obie bramki dla Chorwacji zdobył Niko Kranjčar w 36 (z rzutu karnego) oraz w 41 minucie. Bramkę dla Izraela w 81 minucie zdobył Itay Menachem Shechter. W pozostałych meczach, które odbyły się dzień wcześniej, Gruzja pokonała u siebie Maltę 1:0, natomiast Grecja również 1:0 pokonała Łotwę. Chorwaci umocnili się na prowadzeniu, gdyż po trzech meczach mieli 7 punktów. Na drugim miejscu znalazła się Grecja mająca 5 punktów.
Czwarta kolejka odbyła się 12 października. Chorwacja jednak mecz z Maltą rozegrała dopiero 17 listopada. W pozostałych meczach Grecja pokonała Izrael 2:1 a Łotwa zremisowała z Gruzją 1:1. Dzięki zwycięstwu i pauzie Chorwacji nowym liderem została reprezentacja Grecji. W zaległym meczu Chorwacja pokonała w Zagrzebiu Maltę 3:0 po golach Niko Kranjčara w 19 i 42 minucie oraz Nikoli Kalinicia w 81.
W piątej kolejce rozgrywanej 26 marca Chorwacja przegrała z Gruzją po bramce Kobiaszwili w 90 minucie. W pozostałych meczach Izrael pokonał Łotwę 2:1 natomiast Grecja wygrała z Maltą 1:0. Chorwacja spadła na drugie miejsce w tabeli a nowym liderem została Grecja.
Między piątą a szóstą koleją Izrael pokonał Gruzję 1:0. Po tym meczu Izrael miał tyle samo punktów co Chorwacji i tracił do lidera Grecji 1 punkt. Z obiema reprezentacjami miał jednak ujemny bilans spotkań bezpośrednich.
W szóstej kolejce (3/4 czerwca) Chorwacja w Splicie pokonała 2:1 Gruzję. Bramki dla Chorwacji zdobili Mario Mandžukić w 76 i Nikola Kalinić w 78 a dla Gruzji Dżaba Kankawa w 17 minucie. W pozostałych meczach Izrael pokonał na wyjeździe Łotwę 2:1, natomiast Grecja u siebie 3:1 Maltę. Po tej kolejce sytuacja na szczycie tabeli się nie zmieniła.
W siódmej kolejce (2 września) Chorwacja wygrała na wyjeździe z Maltą 3:1. Bramki dla Chorwacji zdobyli Ognjen Vukojević w 11, Milan Badelj w 32 i Dejan Lovren 68 minucie dla Malty Michael Mifsud w 38 minucie. W pozostałych meczach Grecja pokonała Izrael 1:0 na wyjeździe natomiast Łotwa również na wyjeździe pokonała 1:0 Gruzję.
Na trzy kolejki przed końcem liderem tabeli była Grecja mająca 17 punktów, na drugim miejscu była Chorwacja mająca 16 na trzecim Izrael mający 13 punktów ale jeden mecz rozegrali już wcześniej. Pozostałe drużyny nie miały już szans na awans do baraży.
W ósmej kolejce Chorwacja w Zagrzebiu podejmowała Izrael. W przypadku zwycięstwa Chorwacji Izrael tracił szanse na awans do baraży. Chorwacja wygrała to spotkanie 3:1. Bramki w tym meczu zdobyli Luka Modrić w 47 i Eduardo w 55, 57, natomiast dla Izraela Tomer Chemed w 44. W pozostałych meczach Malta zremisowała 1:1 z Gruzją, natomiast Łotwa również 1:1 z Grecją. Po tej kolejce na pierwsze miejsce awansowała Chorwacja. Dodatkowo Chorwacja i Grecja miały pewne przynajmniej drugie miejsce dające awans do baraży.
W dziewiątej kolejce Grecja i Chorwacja rozgrywały mecz w Pireusie. W przypadku zwycięstwa gości, Chorwacji mieli pewny awans bezpośredni. W przypadku remisu bramkowego, Chorwacja nie miała jeszcze pewnego awansu jednakże przed ostatnią kolejką mieli by punkt przewagi oraz lepszy bilans spotkań bezpośrednich (w Chorwacji był remis 0:0). Mecz zakończył się jednak porażką 0:2 a bramki dla Grecji zdobyli Geórgios Samarás w 71 i Theofánis Gékas w 79 minucie. W drugim meczu tej kolejki Łotwa pokonała 2:0 Maltę.
Przed ostatnią kolejką Chorwacja miała 2 punkty straty do Grecji dodatkowo ujemny bilans spotkań bezpośrednich. Z tego powodu, aby wywalczyć awans bez baraży Chorwacji musieli pokonać w Rijece Łotyszy oraz liczyć na to, że w Tbilisi Gruzja pokona Grecję. W meczach rozgrywanych równolegle od 19 minuty Gruzja prowadziła z Grecją 1:0. W 66 minucie Eduardo strzelił bramkę dla Chorwacji i to Chorwacja była liderem w 72 minucie Mario Mandžukić podniósł prowadzenie na 2:0. Grecy jednak po bramkach w 79 i 85 minucie wygrali spotkanie przez co Grecja awansowała bezpośrednio natomiast Chorwacja musiała o awans walczyć jeszcze w barażach.
| Zespół    | Pkt | M  | W | R | P | Br+ | Br− | +/− |
| --------- | --- | -- | - | - | - | --- | --- | --- |
| Grecja    | 24  | 10 | 7 | 3 | 0 | 14  | 5   | +9  |
| Chorwacja | 22  | 10 | 7 | 1 | 2 | 18  | 7   | +11 |
| Izrael    | 16  | 10 | 5 | 1 | 4 | 13  | 11  | +2  |
| Łotwa     | 11  | 10 | 3 | 2 | 5 | 9   | 12  | −3  |
| Gruzja    | 10  | 10 | 2 | 4 | 4 | 7   | 9   | −2  |
| Malta     | 1   | 10 | 0 | 1 | 9 | 4   | 21  | −17 |

### Baraże
Reprezentacja z najlepszym bilansem spośród drużyn, które w swoich grupach zajęły drugie miejsca awansowała bezpośrednio do turnieju głównego. Reprezentacje grające w grupach sześciozespołowych miały odliczony bilans meczów z najsłabszym przeciwnikiem. Najlepszą drużyną po dokonaniu bilansu okazała się Szwecja, pozostali wicemistrzowie grup o awans musieli zagrać w barażach.
| Grupa | Zespół               | M | W | R | P | G+ | G- | +/- | Pkt | Drużyna z 6 miejsca |
| ----- | -------------------- | - | - | - | - | -- | -- | --- | --- | ------------------- |
| E     | Szwecja              |   | 6 | 0 | 2 | 20 | 11 | +9  | 18  | San Marino          |
| H     | Portugalia           |   | 5 | 1 | 2 | 14 | 7  | +7  | 16  | —                   |
| F     | Chorwacja            |   | 5 | 1 | 2 | 12 | 6  | +6  | 16  | Malta               |
| B     | Irlandia             |   | 4 | 3 | 1 | 10 | 6  | +4  | 15  | Andora              |
| D     | Bośnia i Hercegowina |   | 4 | 2 | 2 | 9  | 8  | +1  | 14  | Luksemburg          |
| I     | Czechy               |   | 4 | 1 | 3 | 12 | 8  | +4  | 13  | —                   |
| C     | Estonia              |   | 4 | 1 | 3 | 13 | 10 | +3  | 13  | Wyspy Owcze         |
| G     | Czarnogóra           |   | 3 | 3 | 2 | 7  | 7  | 0   | 12  | —                   |
| A     | Turcja               |   | 3 | 2 | 3 | 8  | 10 | -2  | 11  | Kazachstan          |

Stan po zakończeniu eliminacji
Losowanie par barażowych odbyło się w Krakowie 13 października 2011 roku o godzinie 13:00. Gościem specjalnym ceremonii był trzykrotny zdobywca Złotej Piłki, prezydent UEFA, Michel Platini. Ceremonia odbyła się po raz pierwszy poza siedzibą UEFA.
W pierwszym spotkaniu barażowym w Stambule Chorwaci pewnie wygrali 3:0 po bramkach Olicia, Mandžukicia i Ćorluki. Mecz rewanżowy w Zagrzebiu był już tylko formalnością. W drugim meczu padł bezbramkowy remis i Chorwaci po raz czwarty w historii awansowali na Mistrzostwa Europy.
| 11 listopada 2011 21:05 CET | Turcja | 0:3(0:2)Raport | Chorwacja · 2' Olić · 32' Mandžukić · 51' Ćorluka | Türk Telekom Arena, Stambuł Widzów: 42 863 Sędzia: Felix Brych |
|                             |        |                |                                                   |                                                                |

| 15 listopada 2011 20:05 CET | Chorwacja | 0:0Raport | Turcja | Maksimir, Zagrzeb Widzów: 26 371 Sędzia: Pedro Proença |
|                             |           |           |        |                                                        |

### Przygotowania
Reprezentacja Chorwacji przed Mistrzostwami Europy w Piłce Nożnej 2012 zagrała trzy mecze towarzyskie.
| 29 lutego 2012 20:30 CET | Chorwacja · J. Olsson 44' | 1:3(1:1)raport | Szwecja · Ibrahimović 13' (K) · S. Larsson 47', 70' | Zagrzeb Sędzia: Mitja Žganec |
|                          |                           |                |                                                     |                              |

| 25 maja 2012 20:30 CET | Chorwacja · Čorluka 16' · Kalinić 20' · Vukojević 81' | 3:1(2:0)raport | Estonia · Vassiljev 83' | Pula Sędzia: Mihaly Fabian |
|                        |                                                       |                |                         |                            |

| 2 czerwca 2012 | Norwegia · Elyounoussi 90+1' | 1:1(0:0)raport | Chorwacja · Eduardo 71' | Oslo Sędzia: Siergiej Karasiow |
|                |                              |                |                         |                                |

## Mistrzostwa

### Kadra
Reprezentanci Chorwacji na Euro 2012 grali w ligach 7 krajów. Najwięcej z nich po pięciu grało w ligach: Prva HNL (Chorwacja), Bundesliga (Niemcy) i Premier-liha (Ukraina). Trzech grało w Premier League (Anglia i Walia), dwóch w Primera División (Hiszpania) po jednym w Priemjer-Liga (Rosja), Ligat ha’Al (Izrael) Ligue 2 (Francja, drugi poziom rozgrywek).
| Nr | Pozycja | Zawodnik            | Data urodzenia       | Mecze | Bramki | Klub                   |
| -- | ------- | ------------------- | -------------------- | ----- | ------ | ---------------------- |
| 1  | BR      | Stipe Pletikosa     | 8 stycznia 1979      | 90    | 0      | FK Rostów              |
| 2  | OB      | Ivan Strinić        | 17 lipca 1987        | 16    | 0      | Dnipro Dniepropetrowsk |
| 3  | OB      | Josip Šimunić       | 18 lutego 1978       | 93    | 3      | Dinamo Zagrzeb         |
| 4  | OB      | Jurica Buljat       | 19 września 1986     | 2     | 0      | Maccabi Hajfa          |
| 5  | OB      | Vedran Ćorluka      | 5 lutego 1986        | 54    | 3      | Bayer 04 Leverkusen    |
| 6  | PM      | Danijel Pranjić     | 2 grudnia 1981       | 42    | 0      | Bayern Monachium       |
| 7  | PM      | Ivan Rakitić        | 10 marca 1988        | 39    | 8      | Sevilla FC             |
| 8  | PM      | Ognjen Vukojević    | 20 grudnia 1983      | 38    | 4      | Dynamo Kijów           |
| 9  | NP      | Nikica Jelavić      | 27 sierpnia 1985     | 18    | 2      | Everton F.C.           |
| 10 | PM      | Luka Modrić         | 9 września 1985      | 54    | 8      | Tottenham Hotspur F.C. |
| 11 | PM      | Darijo Srna (k)     | 1 maja 1982          | 90    | 19     | Szachtar Donieck       |
| 12 | BR      | Ivan Kelava         | 20 lutego 1988       | 0     | 0      | Dinamo Zagrzeb         |
| 13 | OB      | Gordon Schildenfeld | 18 marca 1985        | 10    | 0      | Eintracht Frankfurt    |
| 14 | PM      | Milan Badelj        | 25 lutego 1989       | 3     | 1      | Dinamo Zagrzeb         |
| 15 | OB      | Šime Vrsaljko       | 10 stycznia 1992     | 4     | 1      | Dinamo Zagrzeb         |
| 16 | PM      | Tomislav Dujmović   | 26 lutego 1981       | 16    | 0      | Real Zaragoza          |
| 17 | PM      | Mario Mandžukić     | 21 maja 1986         | 27    | 5      | VfL Wolfsburg          |
| 18 | NP      | Nikola Kalinić      | 5 stycznia 1988      | 13    | 5      | Dnipro Dniepropetrowsk |
| 19 | PM      | Niko Kranjčar       | 13 sierpnia 1987     | 69    | 14     | Tottenham Hotspur F.C. |
| 20 | PM      | Ivan Perišić        | 2 lutego 1989        | 8     | 0      | Borussia Dortmund      |
| 21 | OB      | Domagoj Vida        | 29 kwietnia 1989     | 8     | 0      | Dinamo Zagrzeb         |
| 22 | NP      | Eduardo da Silva    | 25 lutego 1983       | 45    | 22     | Szachtar Donieck       |
| 23 | BR      | Danijel Subašić     | 27 października 1984 | 4     | 0      | AS Monaco              |

### Mecz Irlandia – Chorwacja
Chorwacja na poprzednich mistrzostwach Europy wyszła z grupy z pierwszego miejsca i odpadła w ćwierćfinale po rzutach karnych.
Mecz był drugim spotkaniem w tej grupie. O 18.00 w Gdańsku Hiszpania zremisowała 1:1 z Włochami. Spowodowało to, że zwycięzca tego meczu będzie pierwszym liderem. Na konferencji przedmeczowej byli obecni trener, kapitan zespołu oraz bramkarz.

Wszyscy oczekują od nas dużo. Cały naród nas wspiera. Jestem dumny z powoduj bycia kapitanem tego zespołu.

Chcemy zrobić tu coś wielkiego. Jutro zaczynamy. To są jest mój czwarty występ na dużej imprezie i chce by to był nasz najlepszy. Sądzę, że ta generacja piłkarzy jest w stanie wiele osiągnąć.

Irlandia zrobiła wspaniałą pracę w swojej grupie. Grają dobrze ale ich piłka jest bezpośrednia stąd nie można ich rozgryźć.

| Irlandia           | 1:3 (1:2) | Chorwacja                                    |
| Sean St Ledger 19' | Raport    | 3', 48' Mario Mandžukić · 43' Nikica Jelavić |

| Irlandia | Chorwacja |

| Irlandia:           |    |                  |       |     |
|                     |    |                  |       |     |
| BR                  | 1  | Shay Given       |       |     |
| OB                  | 2  | Sean St Ledger   | 19'   |     |
| OB                  | 3  | Stephen Ward     |       |     |
| OB                  | 4  | John O’Shea      |       |     |
| OB                  | 5  | Richard Dunne    |       |     |
| PO                  | 6  | Glenn Whelan     |       |     |
| PO                  | 7  | Aiden McGeady    |       | 54' |
| PO                  | 8  | Keith Andrews    | 45+1' |     |
| NA                  | 9  | Kevin Doyle      |       | 53' |
| NA                  | 10 | Robbie Keane (k) |       |     |
| PO                  | 11 | Damien Duff      |       |     |
| Zmiany:             |    |                  |       |     |
| NA                  | 14 | Jonathan Walters |       | 53' |
| NA                  | 20 | Simon Cox        |       | 54' |
|                     |    |                  |       |     |
| Trener:             |    |                  |       |     |
| Giovanni Trapattoni |    |                  |       |     |

| Chorwacja:   |    |                     |         |       |     |
|              |    |                     |         |       |     |
| BR           | 1  | Stipe Pletikosa     |         |       |     |
| OB           | 2  | Ivan Strinić        |         |       |     |
| OB           | 5  | Vedran Ćorluka      |         |       |     |
| PO           | 7  | Ivan Rakitić        |         | 90+2' |     |
| PO           | 8  | Ognjen Vukojević    |         |       |     |
| NA           | 9  | Nikica Jelavić      |         | 72'   | 43' |
| PO           | 10 | Luka Modrić         | 53'     |       |     |
| PO           | 11 | Darijo Srna (k)     |         |       |     |
| OB           | 13 | Gordon Schildenfeld |         |       |     |
| NA           | 17 | Mario Mandžukić     | 3', 48' |       |     |
| PO           | 20 | Ivan Perišić        |         | 89'   |     |
| Zmiany:      |    |                     |         |       |     |
| PO           | 16 | Tomislav Dujmović   |         | 90+2' |     |
| PO           | 19 | Niko Kranjčar       | 84'     | 72'   |     |
| NA           | 22 | Eduardo da Silva    |         | 89'   |     |
| Trener:      |    |                     |         |       |     |
| Slaven Bilić |    |                     |         |       |     |

Zawodnik meczu:  Mario Mandžukić
- Sędzia główny: Björn Kuipers (Holandia)
- Asystenci:
  - Sander van Roekel (Holandia)
  - Erwin Zeinstra (Holandia)
- Techniczny:
  - Wiktor Szwecow (Ukraina)
- Bramkowi:
  - Pol van Boekel (Holandia)
  - Richard Liesveld (Holandia)

| Irlandia | Statystyki       | Chorwacja |
| 13       | STRZAŁY          | 14        |
| 5        | STRZAŁY CELNE    | 8         |
| 12       | FAULE            | 18        |
| 1        | RZUTY ROŻNE      | 7         |
| 0        | RZUTY KARNE      | 0         |
| 0        | GOLE SAMOBÓJCZE  | 0         |
| 2        | SPALONE          | 1         |
| 1        | ŻÓŁTE KARTKI     | 2         |
| 0        | CZERWONE KARTKI  | 0         |
| 45%      | POSIADANIE PIŁKI | 55%       |

### Mecz Włochy – Chorwacja
W drugiej kolejce Chorwacja zagrała mecz z Włochami. Rezultaty poprzednich meczów spowodowały, że Chorwaci w przypadku zwycięstwa mieli pewny awans do ćwierćfinałów. Na konferencji przedmeczowej byli obecni trener Bilić oraz Ćorluka i Kranjčar.

Graliśmy całkiem dobrze w moim pierwszym meczu przeciwko nim. To jest nowy mecz i wszyscy nasi zawodnicy muszą się nad nim skupić. To będzie znacznie trudniejsze niż poprzednio.

Zawsze dobrze graliśmy przeciwko wielkim zespołom. Chcemy uzyskać pozytywny rezultat i sądzę, że możemy go jutro osiągnąć.

Jesteśmy razem od sześciu lat i to jest naprawdę ważne dla zespołu. Musimy być cierpliwi. Będziemy solidni jak inne zespoły grające przeciwko Włochom.

| Włochy           | 1:1 (1:0) | Chorwacja           |
| Andrea Pirlo 39' | Raport    | 72' Mario Mandžukić |

| Włochy | Chorwacja |

| Włochy:          |    |                      |     |     |
|                  |    |                      |     |     |
| BR               | 1  | Gianluigi Buffon (k) |     |     |
| OB               | 2  | Christian Maggio     |     |     |
| OB               | 3  | Giorgio Chiellini    |     |     |
| PO               | 5  | Thiago Motta         | 57' | 63' |
| PO               | 8  | Claudio Marchisio    |     |     |
| NA               | 9  | Mario Balotelli      |     | 69' |
| NA               | 10 | Antonio Cassano      |     | 83' |
| PO               | 13 | Emanuele Giaccherini |     |     |
| PO               | 16 | Daniele De Rossi     |     |     |
| OB               | 19 | Leonardo Bonucci     |     |     |
| PO               | 21 | Andrea Pirlo         | 39' |     |
| Zmiany:          |    |                      |     |     |
| NA               | 11 | Antonio Di Natale    |     | 69' |
| PO               | 18 | Riccardo Montolivo   | 80' | 63' |
| NA               | 20 | Sebastian Giovinco   |     | 83' |
| Trener:          |    |                      |     |     |
| Cesare Prandelli |    |                      |     |     |

| Chorwacja:   |    |                     |     |       |     |
|              |    |                     |     |       |     |
| BR           | 1  | Stipe Pletikosa     |     |       |     |
| OB           | 2  | Ivan Strinić        |     |       |     |
| OB           | 5  | Vedran Ćorluka      |     |       |     |
| PO           | 7  | Ivan Rakitić        |     |       |     |
| PO           | 8  | Ognjen Vukojević    |     |       |     |
| NA           | 9  | Nikica Jelavić      |     | 83'   |     |
| PO           | 10 | Luka Modrić         |     |       |     |
| PO           | 11 | Darijo Srna (k)     |     |       |     |
| OB           | 13 | Gordon Schildenfeld | 86' |       |     |
| NA           | 17 | Mario Mandžukić     |     | 90+4' | 72' |
| PO           | 20 | Ivan Perišić        |     | 68'   |     |
| Zmiany:      |    |                     |     |       |     |
| PO           | 6  | Danijel Pranjić     |     | 68'   |     |
| PO           | 19 | Niko Kranjčar       |     | 90+4' |     |
| NA           | 22 | Eduardo da Silva    |     | 83'   |     |
| Trener:      |    |                     |     |       |     |
| Slaven Bilić |    |                     |     |       |     |

Zawodnik meczu:  Andrea Pirlo
- Sędzia główny: Howard Webb (Anglia)
- Asystenci:
  - Michael Mullarkey (Irlandia)
  - Peter Kirkup (Anglia)
- Techniczny:
  - Pavel Královec (Czechy)
- Bramkowi:
  - Martin Atkinson (Anglia)
  - Mark Clattenburg (Anglia)

| Włochy | Statystyki       | Chorwacja |
| 15     | STRZAŁY          | 10        |
| 7      | STRZAŁY CELNE    | 8         |
| 15     | FAULE            | 22        |
| 6      | RZUTY ROŻNE      | 3         |
| 0      | RZUTY KARNE      | 0         |
| 0      | GOLE SAMOBÓJCZE  | 0         |
| 3      | SPALONE          | 1         |
| 2      | ŻÓŁTE KARTKI     | 1         |
| 0      | CZERWONE KARTKI  | 0         |
| 52%    | POSIADANIE PIŁKI | 48%       |

### Mecz Chorwacja – Hiszpania
Przed meczem Chorwacja i Hiszpania miały po 4 punkty, Włochy natomiast dwa. Obie reprezentacje zremisowały z Włochami 1:1. Wysoki remis (wyższy niż 1:1) premiowałby awansem zarówno Chorwację, jak i Hiszpanię, niezależnie od wyniku Włoch z Irlandią. W przypadku remisu 1:1 i zwycięstwa Włoch istotny byłby bilans bramek w meczach z Irlandią. Chorwaci wygrali z Irlandią 3:1, stąd w przypadku niższego zwycięstwa Włochów do ćwierćfinału z drugiego miejsca weszłaby Chorwacja. W przypadku, gdyby w meczu Chorwacja – Hiszpania padł wynik 1:1, a Włosi wygraliby z Irlandią dokładnie 3:1, to wówczas awans wywalczyłaby reprezentacja Włoch. Remis 0:0 i jakiekolwiek zwycięstwo Włoch spowodowałoby, że do ćwierćfinału awansowaliby Włosi i Hiszpanie. Oprócz tego wynikami dającymi awans reprezentacji Chorwacji były ich zwycięstwo oraz brak zwycięstwa Włochów.
Na konferencji przedmeczowej oprócz trenera byli obecni Mandžukić i Srna.

Gramy najlepiej, kiedy gramy przeciwko dobrym zespołom. Hiszpania wygrała ostatnie mistrzostwa świata i ostatnie mistrzostwa Europy. Jeśli mówimy o Hiszpanii na tym EURO, możemy powiedzieć, że pokazali dwie twarze. Przeciwko Włochom zagrali zupełnie inaczej niż przeciw Irlandii. Przeanalizowaliśmy to. Przeciwko Włochom zagrali jak będziemy grać przeciwko nim jutro. Skopiujemy kilka elementów. Będziemy dużo biegać. Nie jest łatwo grać z Hiszpanią, ale mamy zamiar mieć duże posiadanie piłki.

Dla mnie każdy mecz jest wyjątkowy. Chce zagrać jutro jak najlepiej. Skupiam się tylko na meczu z Hiszpanią. Wszystko inne jest nie istotne.

Oczywiście ja i Mario Mandžukić jesteśmy dwoma lwami ale jest 23 lwów w naszym składzie. Wszyscy jesteśmy gotowi. Najlepsi chorwaccy zawodnicy są tutaj. Czujemy respekt przed Hiszpanią ale nie strach.

| Chorwacja | 0:1 (0:0) | Hiszpania       |
|           | Raport    | 88' Jesús Navas |

| Chorwacja | Hiszpania |

| Chorwacja:   |    |                     |       |     |
|              |    |                     |       |     |
| BR           | 1  | Stipe Pletikosa     |       |     |
| OB           | 2  | Ivan Strinić        | 53'   |     |
| OB           | 5  | Vedran Ćorluka      | 27'   |     |
| PO           | 6  | Danijel Pranjić     |       | 66' |
| PO           | 7  | Ivan Rakitić        | 90+3' |     |
| PO           | 8  | Ognjen Vukojević    |       | 81' |
| PO           | 10 | Luka Modrić         |       |     |
| PO           | 11 | Darijo Srna (k)     | 44'   |     |
| OB           | 13 | Gordon Schildenfeld |       |     |
| NA           | 17 | Mario Mandžukić     | 90'   |     |
| OB           | 21 | Domagoj Vida        |       | 66' |
| Zmiany:      |    |                     |       |     |
| NA           | 9  | Nikica Jelavić      | 90+1' | 66' |
| PO           | 20 | Ivan Perišić        |       | 66' |
| NA           | 22 | Eduardo da Silva    |       | 81' |
| Trener:      |    |                     |       |     |
| Slaven Bilić |    |                     |       |     |

| Hiszpania:         |    |                 |     |     |     |
|                    |    |                 |     |     |     |
| BR                 | 1  | Iker Casillas   | (k) |     |     |
| OB                 | 3  | Gerard Piqué    |     |     |     |
| PO                 | 6  | Andrés Iniesta  |     |     |     |
| PO                 | 8  | Xavi            |     | 89' |     |
| NA                 | 9  | Fernando Torres |     | 60' |     |
| PO                 | 14 | Xabi Alonso     |     |     |     |
| OB                 | 15 | Sergio Ramos    |     |     |     |
| PO                 | 16 | Sergio Busquets |     |     |     |
| OB                 | 17 | Álvaro Arbeloa  |     |     |     |
| OB                 | 18 | Jordi Alba      |     |     |     |
| PO                 | 21 | David Silva     |     | 73' |     |
| Zmiany:            |    |                 |     |     |     |
| PO                 | 10 | Cesc Fàbregas   |     | 73' |     |
| PO                 | 22 | Jesús Navas     |     | 60' | 88' |
| NA                 | 11 | Álvaro Negredo  |     | 89' |     |
| Trener:            |    |                 |     |     |     |
| Vicente del Bosque |    |                 |     |     |     |

Zawodnik meczu:  Andrés Iniesta
- Sędzia główny: Wolfgang Stark (Niemcy)
- Asystenci:
  - Jan-Hendrik Salver (Niemcy)
  - Mike Pickel (Niemcy)
- Techniczny:
  - István Vad (Węgry)
- Bramkowi:
  - Florian Meyer (Niemcy)
  - Deniz Aytekin (Niemcy)

| Chorwacja | Statystyki       | Hiszpania |
| 5         | STRZAŁY          | 14        |
| 3         | STRZAŁY CELNE    | 10        |
| 21        | FAULE            | 18        |
| 4         | RZUTY ROŻNE      | 11        |
| 0         | RZUTY KARNE      | 0         |
| 0         | GOLE SAMOBÓJCZE  | 0         |
| 0         | SPALONE          | 1         |
| 6         | ŻÓŁTE KARTKI     | 0         |
| 0         | CZERWONE KARTKI  | 0         |
| 36%       | POSIADANIE PIŁKI | 64%       |

W meczu Włochy – Irlandia padł wynik 2:0 dla Włoch. Co spowodowało, że Hiszpania i Włochy awansowały do ćwierćfinału.
| Zespół    | Pkt | M | W | R | P | Br+ | Br- | +/- |
| --------- | --- | - | - | - | - | --- | --- | --- |
| Hiszpania | 7   | 3 | 2 | 1 | 0 | 6   | 1   | +5  |
| Włochy    | 5   | 3 | 1 | 2 | 0 | 4   | 2   | +2  |
| Chorwacja | 4   | 3 | 1 | 1 | 1 | 4   | 3   | +1  |
| Irlandia  | 0   | 3 | 0 | 0 | 3 | 1   | 9   | -8  |

## Reprezentacja po mistrzostwach
Po mistrzostwach doszło do zmiany jeśli chodzi o posadę selekcjonera. Po sześciu latach pracy Slaven Bilić został zastąpiony przez Igora Štimaca. Bilić przeszedł do Lokomotiwu Moskwa. Doszło także do zmian we władzach krajowej federacji piłkarskiej, otóż prezesem związku został brązowy medalista i król strzelców Mundialu 1998 Davor Šuker. Vedran Ćorluka przeszedł do Lokomotiwu Moskwa, Mario Mandžukić do Bayernu Monachium.